# Landbouwkrediet-Euphony/Saison 2012
Dieser Artikel listet Erfolge und Fahrer des Radsportteams Landbouwkrediet-Euphony in der Saison 2012 auf.

## Erfolge in der UCI Europe Tour
| Datum         | Rennen                                     | Kat. | Sieger            |
| ------------- | ------------------------------------------ | ---- | ----------------- |
| 3. März       | De Vlaamse Pijl                            | 1.2  | Frédéric Amorison |
| 17. Mai       | Ronde van Limburg                          | 1.2  | Kevin Claeys      |
| 15. Juni      | Finnische Meisterschaft – Einzelzeitfahren | NC   | Matti Helminen    |
| 5. August     | Antwerpse Havenpijl                        | 1.2  | Joeri Stallaert   |
| 22. September | De Kustpijl                                | 1.2  | Kevin Claeys      |

## Erfolge im Cyclocross 2011/2012
| Datum         | Rennen                                                        | Fahrer              |
| ------------- | ------------------------------------------------------------- | ------------------- |
| 24. September | Grote Prijs Neerpelt Wisseltrofee Eric Vanderaerden, Neerpelt | Sven Nys            |
| 15. Oktober   | Cyclocross de Villarcayo, Villarcayo                          | Vincent Baestaens   |
| 16. Oktober   | UCI-Weltcup, Plzeň                                            | Sven Nys            |
| 11. November  | Jaarmarktcross Niel, Niel                                     | Sven Nys            |
| 26. November  | UCI-Weltcup, Koksijde                                         | Sven Nys            |
| 27. November  | Superprestige Gieten, Gieten                                  | Sven Nys            |
| 10. Dezember  | Scheldecross, Antwerpen                                       | Sven Nys            |
| 11. Dezember  | Vlaamse Druivenveldrit, Overijse                              | Sven Nys            |
| 18. Dezember  | UCI-Weltcup, Namur                                            | Sven Nys            |
| 30. Dezember  | Cyclocross Leuven, Leuven                                     | Sven Nys            |
| 1. Januar     | GvA Trofee – Grote Prijs Sven Nys, Baal                       | Sven Nys            |
| 8. Januar     | Belgische Meisterschaft                                       | Sven Nys            |
| 1. Februar    | Parkcross Maldegem, Maldegem                                  | Sven Vanthourenhout |
| 12. Februar   | Grote Prijs Stad Eeklo, Eeklo                                 | Sven Nys            |
| 18. Februar   | Cauberg Cyclocross, Valkenburg aan de Geul                    | Sven Nys            |

## Abgänge – Zugänge
| Zugänge          | Team 2011                          | Abgänge                         | Team 2012                     |
| ---------------- | ---------------------------------- | ------------------------------- | ----------------------------- |
| Kevin Claeys     | An Post-Sean Kelly                 | Aidis Kruopis                   | Orica GreenEdge               |
| Kurt Hovelynck   | Donckers Koffie-Jelly Belly        | Edwig Cammaerts                 | Cofidis, le Crédit en Ligne   |
| Stefan Cohnen    | Differdange-Magic-SportFood.de     | Bert Scheirlinckx               | Geofco-Ville d’Alger          |
| Gilles Devillers | Wallonie Bruxelles-Crédit Agricole | Benjamin Gourgue                | Lotto-Pôle Continental Wallon |
| Joeri Bueken     | Neoprofi                           | Bart Dockx                      | Karriereende                  |
|                  |                                    | Geert Verheyen                  | Karriereende                  |
|                  |                                    | Hans Dekkers                    | Unbekannt                     |
|                  |                                    | Matti Helminen (bis 31. August) | Unbekannt                     |

## Mannschaft
| Name                | Geburtstag          | Nationalität |              |
| ------------------- | ------------------- | ------------ | ------------ |
| Frédéric Amorison   | 16. Februar 1978    | Belgien      |              |
| Vincent Baestaens   | 18. Juni 1989       | Belgien      |              |
| Koen Barbé          | 20. Januar 1981     | Belgien      |              |
| Dirk Bellemakers    | 19. Januar 1984     | Niederlande  |              |
| Jonathan Breyne     | 4. Januar 1991      | Belgien      |              |
| Joeri Bueken        | 1. März 1991        | Belgien      |              |
| Kevin Claeys        | 26. März 1988       | Belgien      |              |
| Stefan Cohnen       | 4. Dezember 1982    | Niederlande  |              |
| Davy Commeyne       | 14. Mai 1980        | Belgien      |              |
| Bert De Waele       | 21. Juli 1975       | Belgien      |              |
| Sébastien Delfosse  | 29. November 1982   | Belgien      |              |
| Gilles Devillers    | 12. Februar 1985    | Belgien      |              |
| Reinier Honig       | 28. Oktober 1983    | Niederlande  |              |
| Kurt Hovelynck      | 2. Juni 1981        | Belgien      |              |
| Egidijus Juodvalkis | 8. April 1988       | Litauen      |              |
| Sven Nys            | 17. Juni 1976       | Belgien      |              |
| Kevin Peeters       | 5. Februar 1987     | Belgien      |              |
| Baptiste Planckaert | 28. September 1988  | Belgien      |              |
| Joeri Stallaert     | 25. Januar 1991     | Belgien      |              |
| Bobbie Traksel      | 3. November 1981    | Niederlande  |              |
| Sven Vanthourenhout | 14. Januar 1981     | Belgien      |              |
| Stagiaires          | Stagiaires          | Nationalität | Nationalität |
| Frederik Backaert   | Frederik Backaert   | Belgien      |              |
| Kjell Van Driessche | Kjell Van Driessche | Belgien      |              |